# New England Wild Flower Society

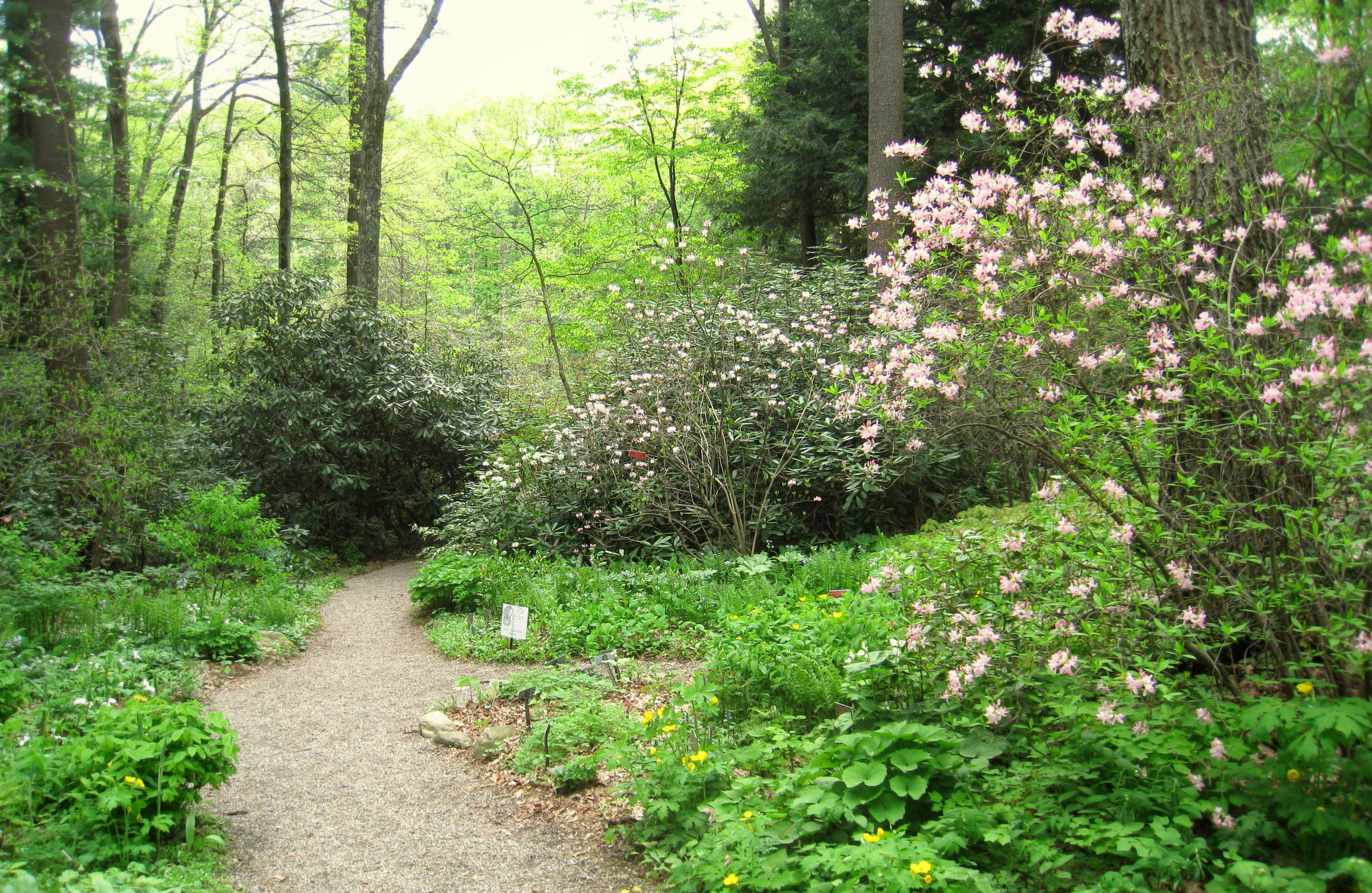
Garden in the Woods in de lente

De New England Wild Flower Society is een vereniging die zich richt op de bescherming van de planten die van nature voorkomen in New England. De organisatie houdt zich bezig met de promotie van het behoud van de flora van New Engeland door middel van educatie, onderzoek, tuinbouw en bescherming van habitats. De vereniging is in 1900 opgericht als de Society for the Protection of Native Plants door Amy Folsom en een groep vrouwen uit Boston (Massachusetts). Zo'n 5600 huishoudens en organisaties zijn lid van de vereniging. 
De vereniging beschikt over een botanische tuin: Garden in the Woods. Deze tuin in Framingham (Massachusetts) is in 1965 door de oprichter Will C. Curtis aan de New England Wild Flower Society overgedragen. De tuin dient als hoofdkwartier van de organisatie. Het bezoekerscentrum en de tuinwinkel zijn er gevestigd. 
De vereniging werkt met bijna 1500 vrijwilligers. De organisatie beschikt over meerdere kwekerijen die ruim zevenhonderd inheemse plantensoorten en cultivars aanbieden. De vereniging beheert tien natuurgebieden, waarvan er negen voor het publiek zijn geopend. De vereniging organiseert meerdere activiteiten voor het publiek, waaronder cursussen, workshops en veldtochten door New England.  
De vereniging houdt zich bezig met diverse activiteiten die zijn gericht op de instandhouding van de flora van New England. De organisatie participeert in het project Seeds of Success (SOS), waarvoor de organisatie zaden van de noordoostelijke Verenigde Staten verzameld. Er zijn meerdere natuurbeschermingsprogramma's opgezet, waaronder Plant Conservation Volunteers (PCV), New England Plant Conservation Program (NEPCoP) en Invasive Plant Atlas of New England (IPANE). NEPCoP is een programma gericht op de bescherming van de flora van New England, waar meerdere organisaties zich bij hebben aangesloten, waaronder de National Park Service. Dit programma is gericht op activiteiten in het veld als inventarisaties van planten, beheer van habitats, herintroductie van soorten en ex-situactiviteiten als opslag van zaden in zaadbanken, onderzoek en kweken van bedreigde soorten. PCV is een programma gericht op het trainen van amateur-botanici op veldwerk. De IPANE richt zich op het in kaart brengen van de invasieve plantensoorten die voorkomen in New England. 
De New England Wild Flower Society is verantwoordelijk voor meerdere publicaties, waaronder boeken, tijdschriften, artikelen, nieuwsbrieven en online publicaties. De organisatie is aangesloten bij de Council on Botanical and Horticultural Libraries, een internationale organisatie van individuen, organisaties en instituten die zich bezighouden met de ontwikkeling, het onderhouden en het gebruik van bibliotheken met botanische literatuur en literatuur over tuinen.
De New England Wild Flower Society is aangesloten bij Center for Plant Conservation (CPC), een netwerk van botanische instituten dat zich bezighoudt met de bescherming van de oorspronkelijke flora van de Verenigde Staten. Voor CPC houdt de vereniging zich bezig met 23 zeldzame plantensoorten. De vereniging is tevens aangesloten bij de Plant Conservation Alliance (PCA), een samenwerkingsverband dat zich richt op de bescherming van planten die van nature voorkomen in de Verenigde Staten. De organisatie is aangesloten bij de American Public Gardens Association, een netwerk van publiek toegankelijke tuinen in Noord-Amerika. Daarnaast is de vereniging aangesloten bij Botanic Gardens Conservation International, een non-profitorganisatie die botanische tuinen samen wil brengen in een wereldwijd samenwerkend netwerk om te komen tot het behoud van de biodiversiteit van planten.